# Jason George
Jason Winston George (* 9. února 1972 Virginia Beach, Virginie) je americký herec a model. Nejvíce se proslavil rolí Michaela Bourneho v seriálu stanice NBC Sunseat Beach, rolí J.T. Huntera v sitcomu Eve, rolí Dr. Oties Cola v seriálu Off the Map a rolí Dr. Bena Warrena v seriálech Chirurgové a Station 19.

## Životopis a kariéra
Narodil se ve Virginia Beach ve Virginii. V roce získal dva tituly na University of Virginia.
V roce 1996 byl obsazený do role plavčíka Michaela Bourneho v telenovele stanice NBC Sunset Beach. V seriálu hrál až do roku 1999. V roce 2000 získal roli v dramatu Rity Dove The Darker Face of the Earth, který se hrál v divadle Fountain Theatre v Los Angeles. Ve hře hrál hlavní roli Augusta. Od roku 2001 do roku 2002 hrál rappera Statuse Q v seriálu Off Centre. Objevil se také v několika seriálech stanice ABC Eli Stone, Eastwick, Off the Map. Hostující role měl v seriálech Castle na zabití a Zoufalé manželky. Hlavní roli získal v seriálu stanice ABC Mistresses. Aktuálně hraje roli Dr. Bena Warrena v seriálu Chirurgové a Station 19.

## Filmografie

### Film
| Rok  | Název                     | Role             | Poznámky            |
| ---- | ------------------------- | ---------------- | ------------------- |
| 1998 | Anděl smrti               | student          |                     |
| 2002 | Na vrchol                 | Derrick Williams |                     |
| 2002 | Zloději času              | Richard          |                     |
| 2002 | Holičství                 | Kevin            |                     |
| 2003 | Straighten Up America     | Dennis           | krátkometrážní film |
| 2005 | Moje krásná čarodějka     | Novinář E!       |                     |
| 2005 | Good Vibrations           | Carl             | krátkometrážní film |
| 2006 | Strašák jménem manželství | Ben              |                     |
| 2007 | Hra pro tři               | Byron Thompson   |                     |
| 2008 | Race                      | Luke Harrison    |                     |
| 2008 | Střepy reality            | Walt             |                     |
| 2012 | Chlap na roztrhání        | Chip Johnston    |                     |
| 2013 | Killing Vivian            | Kevin            | krátkometrážní film |
| 2016 | Sunday                    | Todd Morgan      | krátkometrážní film |
| 2017 | Kidnap                    | David            |                     |
| 2018 | Breaking In               | Justin Russell   |                     |
| 2018 | Indivisible               | Michael Lewis    |                     |

### Televize
| Rok        | Název                            | Role                | Poznámky                                                                                         |
| ---------- | -------------------------------- | ------------------- | ------------------------------------------------------------------------------------------------ |
| 1997–1999  | Sunset Beach                     | Michael Bourne      | hlavní role (1.–3. řada), 352 dílů                                                               |
| 1998–1999  | Moesha                           | Channing Lawrence   | 2 díly                                                                                           |
| 2000       | Girlfriends                      | Charles             | díl: „Toe Sucking“                                                                               |
| 2000       | Roswell                          | Agent Matheson      | 2 díly                                                                                           |
| 2000       | Arli$$                           | Charlie Vergotti    | díl: „A Breed Apart“                                                                             |
| 2000–2001  | Titáni                           | Scott Littleton     | hlavní role (1. řada), 12 dílů                                                                   |
| 2001       | Přátelé                          | Hasič               | díl: „The One Where They're Up All Night“                                                        |
| 2001–2002  | Off Centre                       | Nathan „Status Quo“ | hlavní role (1.–2. řada), 27 dílů                                                                |
| 2002       | Jeremiah                         | Kwame               | díl: „Moon in Gemini“                                                                            |
| 2002–2003  | Half & Half                      | Miles               | 2 díly                                                                                           |
| 2003       | Platinum                         | Jackson             | hlavní role (1. řada), 3 díly                                                                    |
| 2003       | Abby                             | Ted                 | díl: „Ted & Carol & Will & Abby“                                                                 |
| 2003       | She Spies                        | Sammy August        | díl: „First Date“                                                                                |
| 2003       | Vzkvétající město                | Thomas Paltrow      | díl: „Inadmissible“                                                                              |
| 2003–2006  | Eve                              | J. T. Hunter        | hlavní role (1.–3. řada), 66 dílů                                                                |
| 2005       | Beze stopy                       | Adisa Teno          | 2 díly                                                                                           |
| 2005–2006  | Hvězdná brána                    | Jolan               | 2 díly                                                                                           |
| 2005       | Good Vibrations                  | Carl                | krátkometrážní film                                                                              |
| 2006–2007  | What About Brian                 | Jimmy               | hlavní role (1. řada), 18 dílů                                                                   |
| 2007       | Dr. House                        | Brock Hoyt          | díl: „Words and Deeds“                                                                           |
| 2007       | The Box                          | Kirby Ferguson      | TV film                                                                                          |
| 2007       | Žralok                           | Ray Harkin          | díl: „The Wrath of Khan“                                                                         |
| 2007–2008  | Pohotovost                       | Ethan Mackiner      | 2 díly                                                                                           |
| 2008–2009  | Eli Stone                        | Keith Bennet        | hlavní role (1.–2. řada), 20 dílů                                                                |
| 2009       | Kriminálka Miami                 | Steve Bowers        | díl: „Out of Time“                                                                               |
| 2009–2010  | Eastwick                         | Max Brody           | vedlejší role, 6 dílů                                                                            |
| 2010–dosud | Chirurgové                       | Dr. Ben Warren      | vedlejší role (6., 8.–11., 15. řada–dosud), hostující role (7. řada), hlavní role (12.–14. řada) |
| 2011       | Off the Map                      | Dr. Otis Cole       | hlavní role (1. řada), 13 dílů                                                                   |
| 2011       | Against the Wall                 | Tony Miles          | vedlejší role, 3 díly                                                                            |
| 2011       | Castle na zabití                 | Chares Kevin        | díl: „To Love and Die in L.A.“                                                                   |
| 2011       | Zoufalé manželky                 | Edgar               | díl: „Come on Over for Dinner“                                                                   |
| 2011       | The Closer                       | Marvin Evans        | díl: „Silent Partner“                                                                            |
| 2013       | Witches of East End              | Detektiv Adam Noble | vedlejší role, 5 dílů                                                                            |
| 2013–2014  | Hit the Floor                    | Michael             | vedlejší role, 4 díly                                                                            |
| 2013–2016  | Mistresses                       | Dominic Taylor      | hlavní role (1.–2. řada), hostující role (3.–4. řada), 28 dílů                                   |
| 2015       | S tímto prstenem                 | Shawn               | TV film                                                                                          |
| 2015       | Kriminálka: Oddělení kybernetiky | Colin Vickner       | 2 díly                                                                                           |
| 2017       | Laura                            | Dr. Bernard         | díly: „Is There a Doctor in the House?“ a „Life Coach“                                           |
| 2018–2024  | Station 19                       | Dr. Ben Warren      | hlavní role                                                                                      |